# Jeunesse Esch
Association Sportive la Jeunesse d’Esch – luksemburski klub piłkarski, pochodzący z Esch-sur-Alzette, miasta w południowo-zachodnim Luksemburgu.

## Historia
Klub został założony w 1907 roku jako Jeunesse la Frontière d’Esch, co odwoływało się do faktu, że stadion drużyny był położony nieopodal granicy z Francją. Człon la Frontière usunięto w 1918 i do czasów II wojny światowej obowiązywała obecna nazwa klubu. W czasach okupacji hitlerowskiej zespół nazwano SV Schwarz-Weiß 07 Esch. Po wyzwoleniu Luksemburga wrócono do przedwojennej nazwy.
Jeunesse Esch jest najbardziej utytułowanym klubem w historii luksemburskiego futbolu. 27 razy sięgał po mistrzostwo kraju: po raz pierwszy w 1921 i po raz ostatni jak dotąd w 2004. Uznawane jest to za krajowy rekord, ale należy zaznaczyć, że kluby, które połączyły się w Racing FC Union Luxembourg mają na swoim koncie w sumie 28 triumfów w lidze. Jeunesse sięgnęło również 12 razy po Puchar Luksemburga. Jednak więcej razy, bo 14, zdobywali to trofeum Red Boys Differdange (ich sukcesorem jest dziś FC Differdange).
Po raz pierwszy w Pucharze Europy Jeunesse zagrało w 1958, ale zazwyczaj w tych rozgrywkach odpadało na samym początku, podobnie jak inne zespoły z Luksemburga. Największym sukcesem drużyny w europejskich pucharach jest sensacyjny remis 1:1 z Liverpool F.C. na Anfield Road w Pucharze Europy w sezonie 1973/74.
Obecnie Jeunesse wciąż należy do najlepszych klubów w kraju, rywalizując z F91 Dudelange i Etzellą Ettelbruck.

## Sukcesy
- Nationaldivisioun

Zwycięstwo (28x): 1920/21, 1936/37, 1950/51, 1953/54, 1957/58, 1958/59, 1959/60, 1962/63, 1966/67, 1967/68, 1969/70, 1972/73, 1973/74, 1974/75, 1975/76, 1976/77, 1979/80, 1982/83, 1984/85, 1986/87, 1987/88, 1994/95, 1995/96, 1996/97, 1997/98, 1998–99, 2003/04, 2009/10
Drugie miejsce (12x): 1914/15, 1935/36, 1937/38, 1952/53, 1956/57, 1960/61, 1968/69, 1977/78, 1985/86, 1988/89, 1990/91, 2005/06
- Puchar Luksemburga

Zwycięstwo (13x): 1934–35, 1936–37, 1945–46, 1953–54, 1972–73, 1973–74, 1975–76, 1980–81, 1987–88, 1996–97, 1998–99, 1999–00, 2012–13
Drugie miejsce (11x): 1921/22, 1926/27, 1964/65, 1965/66, 1970/71, 1974/75, 1984/85, 1990/91, 1994/95, 1995/96, 2005/06

## Europejskie puchary
Jeunesse Esch brało udział w europejskich rozgrywkach trzydzieści razy.
- Liga Mistrzów

Runda kwalifikacyjna (4x): 1997/98, 1998/99, 1999/00, 2004/05
Pierwsza runda (15x): 1958/59, 1960/61, 1967/68, 1968/69, 1970/71, 1973/74, 1974/75, 1975/76, 1976/77, 1977/78, 1980/81, 1983/84, 1985/86, 1987/88, 1988/89
Second round (2x): 1959/60, 1963/64
- Puchar Zdobywców Pucharów

Runda kwalifikacyjna (2x): 1995/96, 1998/99
- Puchar UEFA

Runda kwalifikacyjna (3x): 1995/96, 1996/97, 2000/01
Pierwsza runda (4x): 1969/70, 1978/79, 1986/87, 1989/90
- W sezonie 1959/60 Jeunesse wyeliminowało mistrza Polski, ŁKS Łódź. W pierwszym meczu zdobywcy mistrzostwa Luksemburga rozgromili przeciwnika aż 5:0, zapewniając już sobie praktycznie awans do kolejnej rundy. W rewanżu łodzianie nie potrafili odrobić strat, wygrywając tylko 2:1. Odpadnięcie ŁKS-u z klubem z Luksemburga zostało uznane przez magazyn „Futbol” za największą kompromitację w historii występów polskich drużyn w Europejskich Pucharach. W kolejnej fazie przed Jeunesse stanęło przed niezwykle trudnym zadaniem, bo Luksemburczycy mieli zmierzyć się z Realem Madryt, który w tamtym czasie dominował w Europie, seryjnie wygrywając kolejne edycje Pucharu Europy. Już pierwszy mecz na Bernabéu nie pozostawił wątpliwości. Real rozgromił przeciwnika aż 7:0, a hat tricka w tym meczu uzyskał Ferenc Puskás. Mimo tak wysokiego zwycięstwa w pierwszym meczu, w rewanżu Królewscy nie dali swoim przeciwnikom taryfy ulgowej, wygrywając 5:2 i w dwumeczu 12:2. Real w tej edycji Pucharu Europy, podobnie jak w poprzednich latach, dotarł do finału i pokonał w nim Eintracht Frankfurt 7:3.
- W pierwszej rundzie Pucharu Europy w sezonie 1963/64 Jeunesse trafiło na mistrz Finlandii Hakę Valkeakoski. Pierwszy mecz na wyjeździe zakończył się wysoką porażką mistrzów Luksemburga 1:4. W spotkaniu rewanżowym do 84 minuty Jeunesse prowadziło 2:0, ale to wciąż było za mało, by awansować. Jednak dzięki niesamowitej końcówce, w której zdobyło jeszcze dwie bramki, wywalczyło awans. W drugiej rundzie mistrzowie Luksemburga trafili na mistrzów Jugosławii, FK Partizan. Pierwszy mecz Jeunesse wygrało 2:1, lecz w spotkaniu rewanżowym poległo aż 2:6 po czterech golach Vladimira Kovačevicia i to Jugosłowianie awansowali do ćwierćfinału.

Bilans Jeunesse w europejskich pucharach:
|               | M  | Z | R | P  | BZ | BS  | RÓŻ  |
| ------------- | -- | - | - | -- | -- | --- | ---- |
| Jeunesse Esch | 65 | 8 | 7 | 50 | 53 | 215 | -162 |

## Skład na sezon 2015/2016
| Nr | Poz. | Piłkarz          |
| -- | ---- | ---------------- |
| 1  | BR   | Marc Oberweis    |
| 3  | OB   | Alexandre Vitali |
| 4  | OB   | Eric Hoffmann    |
| 5  | OB   | Adrien Portier   |
| 6  | PO   | Jonathan Zydko   |
| 7  | NA   | Ken Corral       |
| 8  | PO   | Hugo Fernandes   |
| 9  | NA   | Grégory Molnar   |
| 10 | PO   | Achot Sardarian  |
| 11 | NA   | Momar N'Diaye    |
| 12 | BR   | Frank Devas      |
| 13 | PO   | Fabio Tonini     |
| 15 | OB   | Ricardo Delgado  |

| Nr | Poz. | Piłkarz              |
| -- | ---- | -------------------- |
| 16 | BR   | Gilles Krecke        |
| 17 | NA   | Andrea Deidda        |
| 18 | OB   | Sebastian Do Rosario |
| 20 | PO   | David Soares         |
| 21 | OB   | Yannick Breckler     |
| 22 | OB   | Marvin Martins       |
| 23 | NA   | Dylan Proietti       |
| 24 | PO   | Arsène Menessou      |
| 25 | OB   | Miloš Todorović      |
| 29 | PO   | Samuel Hargarten     |
| 30 | OB   | Kim Kintziger        |
| 75 | OB   | Bryan Mélisse        |